# UNMIT
La Missione Integrata delle Nazioni Unite a Timor-Est ( UNIMIT dall'inglese United Nations Integrated Mission in Timor-Leste)  è una missione creata dal Consiglio di Sicurezza con la risoluzione 1704 del 25 agosto 2006, in supporto di una già esistente forza multinazionale, con l'obiettivo di supportare il governo "nel consolidare la stabilità economica e politica, nel creare una cultura democratica, facilitare la politica di dialogo tra i Timoresi, nel processo di riconciliazione nazionale e nella coesione nazionale"
Altro importante obiettivo è quello di garantire la sicurezza durante le elezioni presidenziali e politiche del 2007
Alla missione partecipa un contingente multilaterale che dovrà dispiegarsi entro la fine del febbraio 2007.